# Psyllaephagus furvus
Psyllaephagus furvus är en stekelart som beskrevs av Prinsloo 1981. Psyllaephagus furvus ingår i släktet Psyllaephagus och familjen sköldlussteklar. Inga underarter finns listade i Catalogue of Life.